# Rießen

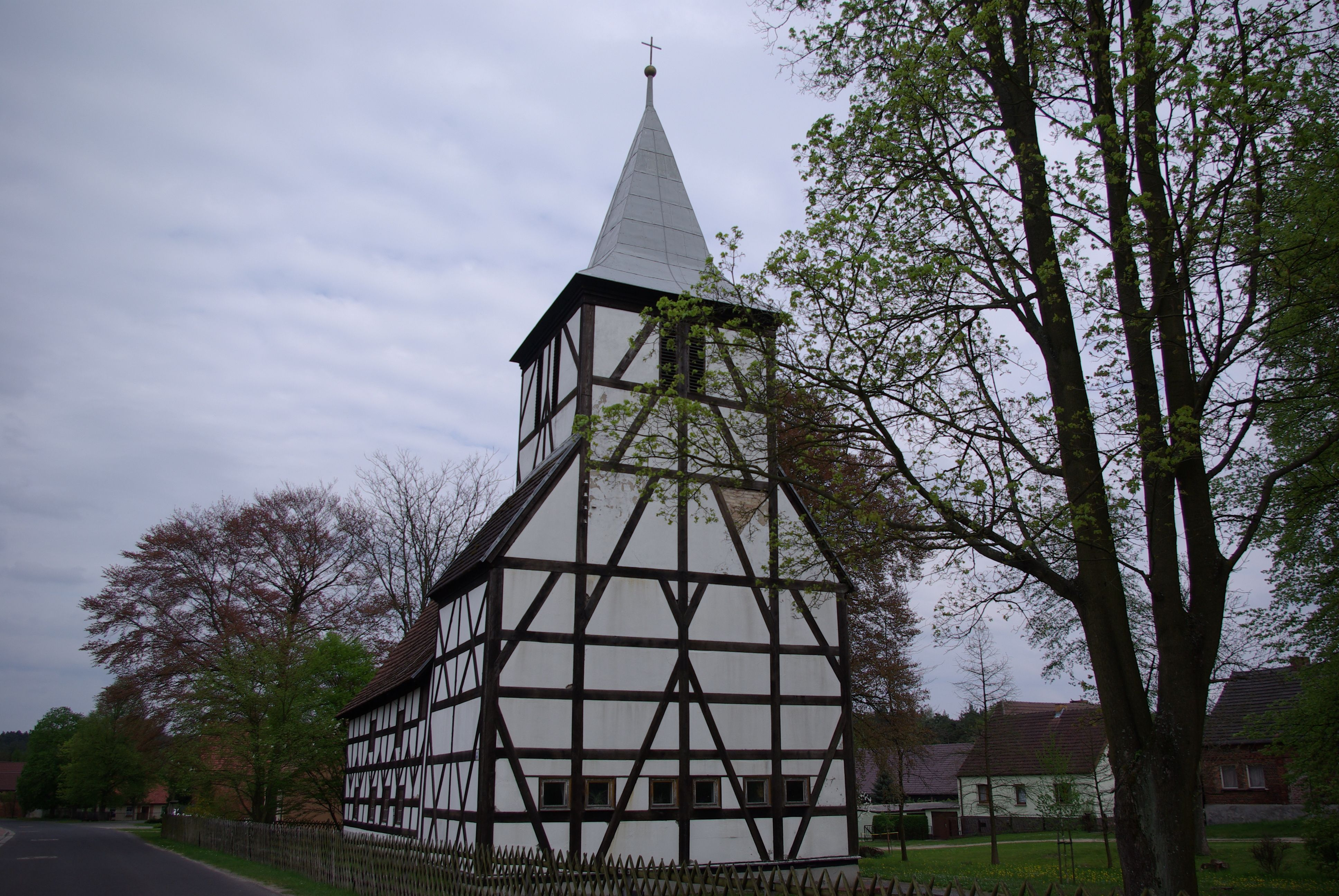
Dorfkirche Rießen

Rießen (niedersorbisch Rašyn) ist ein Ortsteil der amtsangehörigen Gemeinde Siehdichum im Landkreis Oder-Spree in Brandenburg. Bis zur Zusammenlegung mit zwei anderen Gemeinden am 26. Oktober 2003 war Rießen eine eigenständige Gemeinde.

## Lage
Rießen ist eines der nördlichsten Dörfer der Niederlausitz und liegt im Naturpark Schlaubetal, etwa neun Kilometer nordwestlich von Eisenhüttenstadt und 20 Kilometer Luftlinie östlich der Kreisstadt Beeskow. Umliegende Ortschaften sind Groß Lindow im Norden, Wiesenau im Nordosten, Pohlitz im Osten, die zur Gemeinde Schlaubetal gehörenden Ortsteile Fünfeichen im Süden und Bremsdorf im Südwesten, Schernsdorf im Westen sowie die Stadt Müllrose im Nordwesten.
Zu Rießen gehört der Wohnplatz Rautenkranz, der etwa drei Kilometer nördlich des Dorfes liegt. Durch die Gemarkung des Dorfes fließt der Oder-Spree-Kanal. Durch den Ort verläuft die Landesstraße 37 von Müllrose nach Eisenhüttenstadt, zudem liegt der Verkehrslandeplatz Eisenhüttenstadt auf der Gemarkung von Rießen. Im östlichen Teil der Rießener Gemarkung verläuft die Bundesstraße 112.

## Geschichte
Das Gebiet um das Dorf Rießen herum wurde etwa im 13. Jahrhundert von slawischen Bauern erstmals besiedelt. Am 17. Januar 1300 wurde das Dorf erstmals mit dem Namen Rysen in einer Schenkungsurkunde des Markgrafen Dietrich IV. erwähnt. Der Ortsname stammt von dem altsorbischen Wort ryzy ab und beschreibt eine Siedlung auf rostfarbigem Boden. Im Jahr 1356 verkaufte der damalige Besitzer Erich Schenk von Schenkendorf den Ort Rießen an das Kloster Neuzelle. 1420 wurde erstmals eine Kirche im Ort erwähnt, diese muss später verschwunden sein, das heutige Kirchengebäude stammt aus dem 17. Jahrhundert. 1741 wurde in der Nähe der sächsischen Grenze zur Mark Brandenburg ein Dorfkrug errichtet, der heutige Wohnplatz Rautenkranz.
Nach der Säkularisation im Jahr 1817 wurde Rießen dem Rentamt Neuzelle angegliedert. Die Topographisch-statistische Übersicht des Regierungsbezirks Frankfurt a. d. O. verzeichnet in Rießen für das Jahr 1844 309 Einwohner in 50 Wohngebäuden. Die Kirche in Rießen war damals eine Filialkirche von Fünfeichen. Der Wohnplatz Rautenkranz hatte 1844 43 Einwohner. Die Gerichtszugehörigkeit lag beim Amtsgericht Fürstenberg (Oder), die nächste Poststelle befand sich in Krebsjauche. 1867 hatte Rießen 431 Einwohner. Es gab eine Wassermühle und ein Sägewerk im Ort.
Ab 1922 wurde in der Rießener Grube „Puck“ mit dem Braunkohleabbau begonnen, was den Wohlstand im Dorf erhöhte. Im April 1945 wurden die beiden Rießener Mühlen zerstört. Zu Zeiten der DDR wurde im Ort die Landwirtschaftliche Produktionsgenossenschaft Neues Leben gegründet, der 48 Landwirte des Dorfes angehörten.
Vor 1815 gehörte Rießen zum Gubenischen Kreis. Als Ergebnis des Wiener Kongresses kam die Niederlausitz, die vorher zum Königreich Sachsen gehörte, an das Königreich Preußen. Danach wurde der historische Gubenische Kreis in Landkreis Guben umbenannt und Teil des Regierungsbezirks Frankfurt in der Provinz Brandenburg. Rießen war ein Ort des Amtsbezirks Siehdichum. Am 1. Juli 1950 wurde der Landkreis Guben aufgelöst und die Gemeinde Rießen kam zum Landkreis Frankfurt (Oder). Bei der Kreisneubildung in der DDR am 25. Juli 1952 Rießen dem Kreis Eisenhüttenstadt-Land im Bezirk Frankfurt (Oder) zugeschlagen. Nach der Wende wurde der Kreis Eisenhüttenstadt-Land in Landkreis Eisenhüttenstadt umbenannt. Bei der Kreisreform am 6. Dezember 1993 wurde Rießen dem Landkreis Oder-Spree zugeordnet und dort vom Amt Schlaubetal verwaltet. Am 17. Juni 2002 genehmigte der Minister des Innern des Landes Brandenburg den Zusammenschluss der Gemeinden Rießen, Pohlitz und Schernsdorf zur neuen Gemeinde Siehdichum, welcher am 26. Oktober 2003 wirksam wurde.

## Denkmale
Für Bremsdorf ist in der Denkmalliste des Landes Brandenburg zwei Baudenkmale und vier Bodendenkmale ausgewiesen:
- Forsthaus
- Die Dorfkirche Rießen wurde zu Beginn des 17. Jahrhunderts als Fachwerkkirche errichtet. Der Altaraufsatz und die Kanzel stammen beide aus dem Jahr 1627. Die Orgel der Kirche wurde 1780 gebaut.[10] 1965 wurde das Gebäude saniert.[6]

## Einwohnerentwicklung
| 1875 | 496 | 1939 | 560 | 1981 | 474 |
| 1890 | 578 | 1946 | 682 | 1985 | 465 |
| 1910 | 513 | 1950 | 662 | 1989 | 464 |
| 1925 | 596 | 1964 | 586 | 1995 | 543 |
| 1933 | 571 | 1971 | 536 | 2002 | 773 |